# Dobro Polje, Ilirska Bistrica
Dobro Polje este o localitate din comuna Ilirska Bistrica, Slovenia, cu o populație de 71 de locuitori.